# Le Rapport du gendarme
Le Rapport du gendarme est un roman policier de Georges Simenon paru en 1944.

## Résumé
La famille Roy découvre en face de sa ferme un étranger, grièvement blessé : accident ou meurtre ? L'inconnu, intransportable, est soigné à la ferme et l'enquête commence. Très vite, le brigadier de gendarmerie va abandonner l'inconnu (dont on ne sait rien, sinon qu'il arrivait d'Amérique ou d'Afrique, porteur d'une somme de 60 000 francs) et se tourner vers la famille Roy. En effet, si celle-ci ne sait rien du blessé devenu amnésique, il semble bien qu'il venait chez eux : on trouve sur lui un billet avec leur adresse, billet que Joséphine Roy a tenté presque instinctivement – de faire disparaître. 
À partir de ce moment, la famille, poussée par le brigadier et ses questions, est contrainte de s'interroger et de briser l'espèce de règle d’autodéfense que chacun des membres s'imposait inconsciemment. C'est ainsi que l'on apprend qu'Evariste n'est pas le père d'Étienne : il a épousé la mère de celui-ci alors qu'elle était enceinte et a toujours gardé un rôle de valet à la ferme. Joséphine, elle aussi, a un secret : avant d'épouser Étienne, elle vivait avec sa famille, une tribu de forains, voleurs et batailleurs, toujours pourchassés. En épousant sans amour Étienne, elle a choisi la sécurité, une sécurité qu'elle sent menacée par les révélations que risque de faire apparaître le gendarme qui fouille le passé de la famille. Car elle aussi était enceinte d'un autre, un jeune forain, à qui Lucile ressemble fort par la même tache de vin qu'elle porte au visage. Lorsque Joséphine soupçonne qu'Étienne, après vingt-deux ans, a découvert la vérité, s'imaginant qu'elle pourrait être rejetée avec sa fille et renvoyée à son ancienne vie, elle tente d'empoisonner son mari, mais elle échoue. Dès lors, celui-ci n'a plus de doutes : il tue sa femme, sa fille et l'inconnu, avant de se pendre. 
On apprend alors que l'homme, envoyé du frère de Joséphine (criminel qui a dû fuir), lui apportait de l'argent pour remettre à sa mère. Evariste, le vieux Roy, sera désormais le seul maître au Gros-Noyer. Avec une jeune servante qu'il vient d'engager.

## Aspects particuliers du roman
Récit dont le point de vue et l’axe de signification se déplacent peu à peu : à une intrigue policière qui ne sera pas éclaircie succède un drame psychologique vu de l’intérieur, celui de la famille Roy.

## Fiche signalétique de l'ouvrage

### Cadre spatio-temporel

#### Espace
Ferme du Gros-Noyer, à Sainte-Odile, près de Fontenay-le-Comte. 

#### Temps
Époque contemporaine.

### Personnages

#### Personnages principaux
Une famille de fermiers :
- Evariste Roy, le père septuagénaire
- Etienne Roy, son fils, 41 ans
- Joséphine Roy, épouse d’Etienne, 40 ans
- Lucile Roy, leur fille 21 ans
- Le brigadier de gendarmerie Liberge.

## Éditions
- Prépublication en feuilleton dans l'hebdomadaire Actu, n° 12-30 du 15 juillet au 22 novembre 1942, sous le titre : Le mystère du Gros-Noyer
- Édition originale : Gallimard, 1944
- Folio Policier, n° 1203, 1980  (ISBN 978-2-07-037203-4)
- Tout Simenon, tome 24, Omnibus, 2003  (ISBN 978-2-258-06109-5)
- Romans durs, tome 5, Omnibus, 2012  (ISBN 978-2-258-09359-1)
- Romans durs, tome 5, Omnibus, 2023  (ISBN 978-2-258-20262-7)

## Adaptations
- 1987 : Le Rapport du gendarme, épisode 6 de la série télévisée française L'Heure Simenon réalisé par Claude Goretta, avec André Lacombe, Marie Collins et Fred Ulysse

## Source
- Maurice Piron, Michel Lemoine, L'Univers de Simenon, guide des romans et nouvelles (1931-1972) de Georges Simenon, Presses de la Cité, 1983, p. 114-115  (ISBN 978-2-258-01152-6)